# Das beste Essen von der Welt
Das beste Essen von der Welt ist ein Schwank. Er steht in Johann Wilhelm Wolfs Deutsche Hausmärchen an Stelle 42.

## Inhalt
Der Pfarrer soll gepredigt haben, weiße Bohnen mit Hammel sei das beste Essen. Drei Mann wollen es probieren. Christoph holt nachts die Bohnen vom Acker, Max und Caspar gehen einen Hammel klauen, trauen sich aber nicht, weil sie die Stimmen der Frösche und eines Schafes für die des Schäfers halten. So muss Christoph noch den Hammel besorgen. Die zwei schälen Rüben vor der Kirche. Als der Schulmeister vier Uhr läuten will, hält er sie für Geister, läuft zum Pfarrer und trägt den Gichtkranken auf dem Rücken hin. Die anderen meinen, es wäre ihr Mann mit dem Hammel, den sie schlachten wollen. Schulmeister und Pfarrer fliehen. Den dreien aber schmeckt es wirklich.

## Herkunft
Zum Titel Das beste Essen von der Welt verweist eine Fußnote auf „Herrn Dr. Weigand in Gießen“, wohl Karl Weigand. Weiße Bohnen sind eine Varietät der Gartenbohne, ein Hammel ein kastrierter Schafsbock. Passend zu seiner weltlichen Kostempfehlung, hat der Pfarrer „das Podagra“, also Gicht, die er aber schnell vergisst, als er Reißaus nehmen muss. Es handelt sich um einen erfundenen Schwank vom Dorfleben, wie Von einem Pfarrer, der allzu kräftig predigte. Ein Missdeuten von Tierstimmen gibt es auch in Grimms Der gute Handel. Die Schlussszene ähnelt Der Frieder und das Katherlieschen.